# Kľúčovec
Kľúčovec (Hongaars: Kulcsod) is een Slowaakse gemeente in de regio Trnava, en maakt deel uit van het district Dunajská Streda.
Kľúčovec telt 372 inwoners.